# 形而上 流星
「形而上 流星」（けいじじょう りゅうせい）は、日本のロックバンド、BUCK-TICKの34枚目のシングル。2014年5月14日にLingua Soundaより発売された。

## 解説
前作「LOVE PARADE/STEPPERS -PARADE-」から約4か月ぶりのシングル。アルバム『或いはアナーキー』からの先行シングル。
特典Blu-ray付の初回限定盤A、特典DVD付の初回限定盤B、CDのみの通常盤の3形態で発売された。

## 収録曲
全編曲：BUCK-TICK
1. 形而上 流星 (5:49)
  - 作詞：櫻井敦司、作曲：今井寿
2. メランコリア -ELECTRIA- (4:56)
  - 作詞：櫻井敦司、作曲：今井寿

サブタイトルにある通り、EDM色が強い楽曲。
アルバム『或いはアナーキー』には、EDM要素を抑えた「メランコリア」が収録されている。
3. VICTIMS OF LOVE with 黒色すみれ (6:20)
  - 作詞：櫻井敦司、作曲：今井寿

1988年発売アルバム『SEVENTH HEAVEN』収録曲のリメイク。
タンゴ調にリアレンジされている。これは2010年のツアー『go on the“RAZZLE DAZZLE”』で演奏されていたライブバージョンが元になっている。
また、曲の終盤には新たな歌詞が追加されている。

### 初回特典映像
LIVE at 郡山市民文化センター
2013.12.23 「THE DAY IN QUESTION」
1. STEPPERS -PARADE-
2. 羽虫のように
3. RHAPSODY
4. KISS ME GOOD-BYE
5. 太陽ニ殺サレタ
6. LOVE PARADE

+ 東北LIVE DOCUMENT

## 参加ミュージシャン
- 櫻井敦司 - ボーカル
- 今井寿 - ギター、エレクトロニクス、コーラス
- 星野英彦 - ギター
- 樋口豊 - ベース
- ヤガミトール - ドラムス

### サポートミュージシャン
- CUBE JUICE - シンセマニピュレート (#1)
- YOW-ROW (GARI) - マニピュレート、シンセサイザー (#2)
- 森岡賢 - キーボード (#3)
- ゆか（黒色すみれ） - バッキングボーカル、アコーディオン (#3)
- さち（黒色すみれ） - ヴァイオリン (#3)